# Meszne
Meszne (niem. Wedderwill)  – wieś w Polsce położona w województwie zachodniopomorskim, w powiecie łobeskim, w gminie Łobez.
Według danych z 29 września 2014 r. wieś miała mieszkańców 64.
W latach 1818–1945 miejscowość administracyjnie należała do Landkreis Regenwalde (Powiat Resko) z siedzibą do roku 1860 w Resku, a następnie w Łobzie.
W latach 1975–1998 miejscowość należała administracyjnie do województwa szczecińskiego.

## Osoby urodzone lub związane z Mesznem
- Gustav von Loeper (ur. 27 września 1822 w Wedderwill (Meszne), Powiat Regenwalde, zm. 13 grudnia 1891 w Schöneberg koło Berlina)[6] — był niemieckim prawnikiem, administrator majątku korony pruskiej, badaczem Goethego i wyrazicielem idei zjednoczenia Niemiec.
- Johann Georg von Loeper (ur. 22 lipca 1819 w Wedderwill, zm. 13 czerwca 1900 w Szczecinie) — był niemieckim parlamentarzystą, urzędnikiem (Landrat) i właścicielem majątku ziemskiego.
- Georg von Loeper (ur. 2 stycznia 1863 Loepersdorf, powiat Regenwalde, zm. 13 stycznia 1938 w Wedderwill) — był niemieckim urzędnikiem administracyjnym, był burmistrzem, starostą (Landrat) i tajnym radcą.

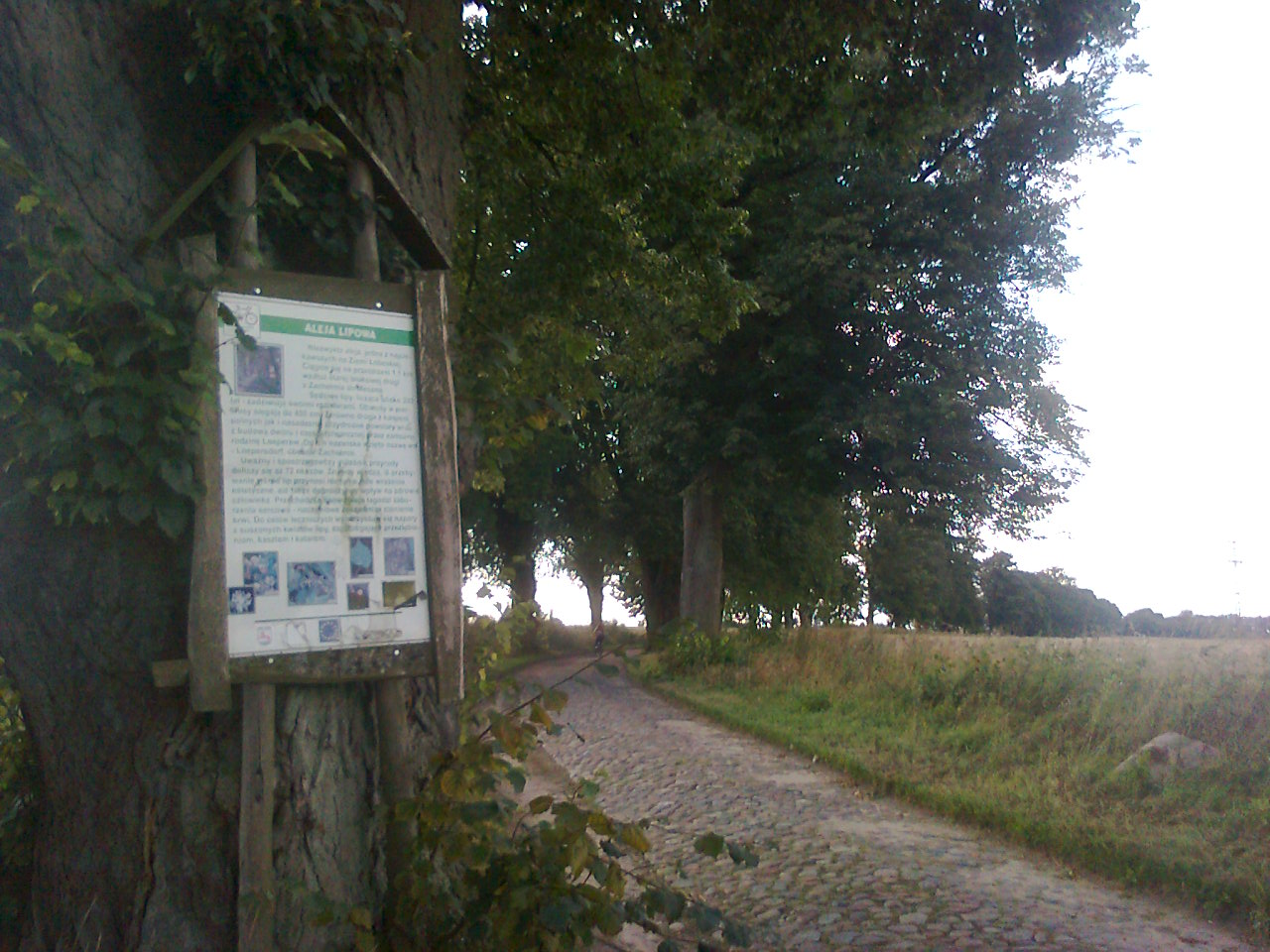
Aleja lipowa Zachełmie - Meszne

Inne miejscowości o nazwie podobnej do Meszne: Meszna, Meszno